# Exobasidium disterigmicola
Exobasidium disterigmicola ist eine Pilzart der Familie der Nacktbasidienverwandten (Exobasidiaceae) aus der Ordnung Ustilaginomycotina. Sie lebt als Endoparasit auf Disterigma humboldtii. Symptome des Befalls durch den Pilz sind Hexenbesen, Rotfärbung der Blätter der Wirtspflanzen und Myzel auf den Blattunterseiten. Die Art ist weiten Teilen Ecuadors verbreitet.

## Merkmale

### Makroskopische Merkmale
Exobasidium disterigmicola ist mit bloßem Auge zunächst nicht zu erkennen. Symptome des Befalls sind zunächst vor allem verstärkte Zweigbildung bei gleichzeitig abnehmender Zweigstärke. Später färben sich die Blätter an den Zweigenden rötlich und auf ihren Unterseiten tritt ein Myzelteppich aus.

### Mikroskopische Merkmale
Das Myzel von Exobasidium disterigmicola wächst wie bei allen Nacktbasidien interzellulär und bildet Saugfäden, die in das Speichergewebe des Wirtes wachsen. Der Pilz besitzt eine monomitische Hyphenstruktur aus rein generativen Hyphen von 1,2 bis 3 µm Dicke. Eine sexuelle Form mit Basidien wurde bislang nicht beobachtet. Die Konidien der Art sind 12–15,5 × 2,8–3,2 µm groß und milchig-hyalin.

## Verbreitung
Das bekannte Verbreitungsgebiet von Exobasidum disterigmicola erstreckt sich über die Cartago und Alajuela Costa Ricas. Sie deckt sich aber vermutlich darüber hinaus mit dem Verbreitungsgebiet des Wirtes.

## Ökologie
Die Wirtspflanze von Exobasidium disterigmicola ist Disterigma humboldtii aus der Familie der Heidekrautgewächse. Da bisher nur die Anamorphe des Pilzes gefunden wurde, kann über den Entwicklungszyklus nur spekuliert werden.